# Congo Mitjà-Gabon
El territori del Congo Mitjà-Gabon fou una entitat colonial francesa formada l'11 de desembre de 1888 en substitució de la colònia de Congo i Gabon, i ara dins del govern del Protectorat de l'Àfrica Equatorial Francesa (AEF). El 30 d'abril de 1891 el protectorat de l'AEF va esdevenir el Congo Francès, dins del qual va seguir existint el territori del Congo Mitjà-Gabon. El 1902 aquest territori es va convertir en la colònia del Baix Congo-Gabon que es va dividir el 29 de desembre de 1903 per formar les colònies separades de Gabon i de Congo Mitjà (dependents del governador general del Congo Frances). Durant aquests anys els districtes (territoris del 1902 al 1903) del Congo Mitjà i de Gabon van tenir governadors particulars.

## Caps administradors del Congo Mitjà i tinents governadors del Gabon
- Fortunes Charles de Chavannes 12 de març de 1889 - 27 d'abril de 1894/1 de juny de 1894
- Albert Dolisie 27 d'abril de 1894/1 de juny de 1894 - 22 de gener de 1899

## Caps administradors del Congo Mitjà
- Jean Baptiste Philema Lemaire 1 de maig de 1899 - 11 de juliol 1902
- Émile Gentil 11 de juliol de 1902 - 5 d'abril de 1906

### Tinents governadors al Gabon
- Émile Gentil 1 de maig de 1899 - 1902
- A la colònia del Baix Congo-Gabon 1902-1903, vegeu Colònia del Baix-Congo-Gabon i Territori del Gabon